# Jonas Van de Steene
Jonas Van de Steene (15 februari 1987) is een Belgisch wielrenner en paralympiër.
Op de Paralympische Spelen van 2016 behaalde hij brons op de ploegaflossing samen met Christophe Hindricq en Jean-François Deberg en behaalde de 5de plaats op zowel de tijdrit als de wegrit.

## Prestaties
- 2024: Wereldbeker Adelaide (Australie) wegrit:
- 2024: Wereldbeker Adelaide (Australie) tijdrit:
- 2023: Wereldkampioenschap Glasgow (Schotland) wegrit:
- 2023: Wereldkampioenschap Glasgow (Schotland) tijdrit: 5de plaats
- 2023: Wereldbeker Alabama (Verenigde Staten) wegrit: tijdrit:
- 2023: Wereldbeker Alabama (Verenigde Staten) wegrit:
- 2023: Wereldbeker Oostende wegrit:
- 2023: Wereldbeker Oostende tijdrit:
- 2023: Wereldbeker Maniago (Italie) tijdrit:
- 2023: Wereldbeker Maniago (Italie) wegrit:
- 2023: Belgisch Kampioenshap Mol wegrit:
- 2022: Wereldbeker te Oostende: tijdrit: 4de plaats
- 2022: Wereldbeker te Oostende: wegrit:
- 2022: Belgisch Kampioenschap Mol wegrit:
- 2022: Wereldkampioenschap Baie de Comeau (Canada) tijdrit: 8ste plaats
- 2022: Wereldkampioenschap Baie de Comeau (Canada) wegrit : 8ste plaats
- 2021: Wereldkampioenschap Cascais (Portugal) Tijdrit: 5de plaats
- 2021: Paralympische Zomerspelen 2021 te Tokyo: Tijdrit: 8ste plaats
- 2021: Paralympische Zomerspelen 2021 te Tokyo: wegrit: 4de plaats
- 2021: Belgisch Kampioenschap Overpelt:
- 2020: Geen competitie (Covid- Jaar)
- 2019: Wereldbeker te Oostende: Ploegaflossing:
- 2019: Wereldbeker te Oostende:Wegrit: 7de plaats
- 2019: Wereldbeker te Oostende: Tijdrit: 4de plaats
- 2018: Belgisch Kampioenschap te Deurne: Wegrit:
- 2017: Wereldkampioenschap te Pietermaritzburg: Wegrit: 4de plaats
- 2017: Wereldkampioenschap te Pietermaritzburg: Tijdrit: 6de plaats
- 2017: Belgisch Kampioenschap te Deurne: Wegrit:
- 2017: Wereldbeker te Oostende:Wegrit:
- 2017: Wereldbeker te Oostende: Tijdrit:
- 2017: Wereldbeker te Maniago: Wegrit:
- 2017: Wereldbeker te Maniago: Tijdrit:
- 2016: Paralympische Zomerspelen 2016 te Rio: Ploegaflossing: H2-H5:
- 2016: Paralympische Zomerspelen 2016 te Rio: Wegrit H4: 5de plaats
- 2016: Paralympische Zomerspelen 2016 te Rio: Tijdrit H4: 10de plaats
- 2016: Wereldbeker te Bilbao: Ploegaflossing:
- 2016: Belgisch Kampioenschap te Overpelt: Wegrit:
- 2015: Wereldkampioenschap te Nottwil: Ploegaflossing: 4de plaats
- 2015: Wereldbeker te Pietermaritzburg: Ploegaflossing:
- 2015: Wereldbeker te Pietermaritzburg: Wegrit:
- 2015: Wereldbeker te Pietermaritzburg: Tijdrit:
- 2015: Wereldbeker te Elzach: Ploegaflossing:
- 2014: Wereldkampioenschap te Greenville: Ploegaflossing: 4de plaats